# Glitter - O Brilho de uma Estrela
Glitter (bra/prt: Glitter - O Brilho de uma Estrela) é um filme de drama romântico musical estadunidense de 2001 estrelado por Mariah Carey e a rapper Da Brat, escrito por Kate Lanier e dirigido por Vondie Curtis Hall. Situado em 1982, Carey interpreta Billie Frank, uma aspirante a cantora que, junto com suas amigas Louise (Da Brat) e Roxanne (Tia Texada), é dançarina de boate. Timothy Walker (Terrence Howard) oferece a elas um contrato como cantoras/dançarinas para outra cantora. Na estreia da música que gravaram, Billie conhece Julian "Dice" Black (Max Beesley), que é DJ em uma boate e a ajuda em sua carreira solo. No processo, Billie e Dice se apaixonam.
Carey começou a trabalhar em um projeto de filme e trilha sonora intitulado All That Glitters em 1997. No entanto, durante esse período, sua gravadora Columbia Records a pressionou a lançar um álbum de compilação a tempo da temporada de férias em novembro de 1998. Consequentemente, Carey colocou All That Glitters em espera. Depois disso, ela pretendia concluir o projeto de filme e álbum para o verão de 2001. As filmagens começaram em Toronto e Nova Iorque no final de setembro de 2000. Carey aproveitou o tempo para trabalhar na trilha sonora do filme, junto com Eric Benét e Da Brat, que também apareceu no filme.
O filme foi lançado em 21 de setembro de 2001, dez dias após o lançamento da trilha sonora do filme em 11 de setembro de 2001. Antes de seu lançamento, Carey foi hospitalizada de repente, citando "exaustão extrema" e "colapso físico e emocional". Por esse motivo, o filme e sua trilha sonora foram adiados por três semanas. Glitter foi um grande fracasso comercial e um fracasso crítico. Os críticos de cinema ficaram muito decepcionados com o filme, e o desempenho de Carey como atriz foi considerada amadora por muitos críticos. Isso também fez com que o filme recebesse comentários negativos em sites de mídia social, com a própria Carey mais tarde admitindo que se arrependia de fazer parte do filme. Alguns passaram a chamá-lo de um dos piores filmes já feitos. Glitter estreou em 1,996 cinemas americanos e arrecadou US$2,5 milhões em sua primeira semana, com um total mundial de US$5,3 milhões. A trilha sonora do filme teve algum sucesso comercial e vendeu três milhões de cópias em todo o mundo, consideravelmente menos em comparação com os lançamentos anteriores de Carey.

## Antecedentes
Em 1997, a cantora americana Mariah Carey começou a trabalhar em um projeto de filme e trilha sonora intitulado All That Glitters. No entanto, durante esse período, sua gravadora Columbia Records pressionou Carey a lançar um álbum de compilação, a tempo da temporada de férias favorável em novembro. Consequentemente, Carey colocou All That Glitters em espera e lançou a compilação em novembro de 1998. Após um álbum de estúdio adicional em 1999, intitulado Rainbow, o projeto foi adiado. Ela publicou parte do material no Rainbow, em que ela exerceu controle criativo sobre o álbum e seu som e, em seguida, Carey completou seu contrato com a Columbia Records. Mais tarde, ela assinou um contrato de gravação de US $ 100 milhões com a Virgin Records (EMI Records). Carey recebeu total controle conceitual e criativo sobre o projeto. Ela optou por gravar um álbum parcialmente misturado com os discos influenciados pela década de 1980 e outros gêneros similares, a fim de acompanhar o cenário do filme. À medida que a data de lançamento se aproximava, o título do filme e do álbum foi alterado de All That Glitters para Glitter. Carey desenvolveu o conceito do filme, que mais tarde foi expandido por Kate Lanier. Ela disse que reescreveu muito do roteiro no set e veio da improvisação. As sessões de filmagem foram realizadas na cidade de Nova Iorque e Toronto no final de setembro de 2000.

## Sinopse
Lilian Frank, a mãe de Billie Frank, é uma dançarina em uma boate. Lillian tenta despertar a multidão com sua canção "Blues Lillie's", porém o truque falha e Lillian é demitida. Depois de procurar o ex-amante (o pai de Billie) a procura de dinheiro, Lillian, derrotada, adormece enquanto fumava um cigarro e acidentalmente começa um incêndio. Devido às ações de sua mãe, Billie é tirada de perto dela. Lillian promete que vai recuperar a custódia, mas isso nunca aconteceu. Anos mais tarde, já adulta, Billie é uma dançarina de clube, juntamente com suas amigas Louise e Roxanne. Conhecem Timothy Walker, que oferece um contrato para trabalharem como cantores de fundo/dançarinas para a cantora Sylk. Inicialmente, Billie recusa, com a esperança de alcançar o estrelato em seus próprios termos. Após suas amigas tanto insistirem, Billie cede e as três são contratadas. Elas gravam o single, "All My Life", mas o vocal de Sylk é sub-standard, e para maximizar as vendas baseadas no sex appeal de Sylk, Timothy pede para Billie cantar enquanto Sylk a dubla.
Mais tarde em uma boate - pelo DJ Julian "Dice" Black - "All My Life" estreia. Dice, sabendo que Sylk é uma cantora indiferente, fica chocado, mas vai aos bastidores para cumprimentá-la. Sylk insulta suas vocais de fundo na frente de um fotógrafo e Billie, não querendo tomar o abuso verbal, expõe Sylk cantando "All My Life" a cappella na frente de Dice. Impressionado, ele pretende produzir ela, mas Billie não aceita. Quando ela cede, ela levanta preocupações sobre o seu contrato com Timothy. Dice ameaça não executar mais nenhum artista de Timothy em sua boate, a menos que ele renda-se ao contrato de Billie e os de suas amigas. Timothy finalmente concorda, sendo que Dice lhe pague cem mil dólares. Billie e Dice começam a trabalhar em canções: a primeira é o hit single underground, "Didn't Mean To Turn You On". Dice aconselha Billie a apresentar-se a algumas gravadoras para garantir um grande negócio. Em última análise, eles assinam com Guy Richardson de uma grande gravadora. Com o sucesso em suas mãos, Dice convida Billie para jantar, e mais tarde, ele a leva até seu apartamento e eles dormem juntos.
Billie lança seu primeiro single, "Loverboy" é um enorme sucesso. O vídeo musical originalmente contém Billie, Louise e Roxanne. No entanto, o diretor, insatisfeito com os resultados, manda Billie usar roupas mais reveladoras e substitui Louise e Roxanne por bailarinos profissionais semi-nus do sexo masculino. Ele ordena os dançarinos dançarem perto de Billie, isso a assusta. Dice intervém em seu nome, e eles deixam o set antes de o vídeo ser finalizado. Billie é chamada para se apresentar no USA Music Awards, onde conhece o cantor e compositor Rafael. Mais tarde na festa, eles se reencontram, e Dice ordena Billie e suas amigas para irem embora, acusando Rafael de avanços sexuais a Billie. Louise e Roxanne dão um ultimato a Billie: Ou elas, ou Dice, mas vai embora antes que ela possa escolher. Billie depois é confortada por Dice.
Billie recebe uma ameaça de Timothy sobre a dívida que Dice não pagou. Ela está confusa, porque ela achava que ele tinha segurado o seu contrato de forma adequada. Ela admite que Timothy o ameaçou, num acesso de fúria, bate em Timothy e faz com que ele vá parar no hospital. Dice é preso, e Billie, sabendo que Dice a mentiu sobre o seu contrato, discute com ele e acaba o deixando. Eles sentem falta um do outro, e Billie vai ao apartamento de Dice em uma tentativa de se reconciliarem. Ele não está em casa, mas encontra uma canção que Dice havia escrito e percebe que escreveu a mesma canção: "Never Too Far". Ela beija a partitura, deixando uma marca de batom, que mais tarde Dice descobre. Dice planeja uma reconciliação, mas é morto a tiros por Timothy. Billie e sua equipe de apoio vêm um relatório sobre o assassinato na televisão. Eles se perguntam se Billie estava com ele, eles vêem que ela está lá e vê o relatório. Depois, Billie lê uma nota Dice havia a deixado, onde ele fala de seu amor por ela, seu plano de ver o seu desempenho e que ele encontrou a mãe de Billie. Billie vai para uma propriedade rural isolada onde ela se reencontra com sua mãe.

## Elenco
- Mariah Carey — Billie Frank
  - Isabel Gomes — jovem Billie
- Max Beesley— Julian Black
- Terrence Howard — Timothy Walker
- Da Brat — Louise
  - Lindsey Pickering — jovem Louise
- Tia Texada — Roxanne
  - Courtnie Beceiro — jovem Roxanne
- Eric Benét — Rafael
- Valerie Pettiford — Lillian Frank
- Ann Magnuson — Kelly
- Dorian Harewood — Guy Richardson
- Grant Nickalls — Jack Bridges
- Padma Lakshmi — Sylk
- Kim Roberts — Miss Wilson
- Bill Sage — Sr. Frank

## Lançamento e promoção
Após o início de Glitter e o lançamento do single principal da trilha sonora "Loverboy", Carey embarcou em uma curta campanha promocional para a música e seu álbum principal. No entanto, durante a campanha, Carey exibiu o que foi relatado como "comportamento errático". Em 17 de julho de 2001, Carey foi entrevistada no programa 106 & Park na rede BET. Durante a entrevista, Carey escondeu as coxas atrás de travesseiros grandes e afirmou que sua vida era "um dia contínuo". Dois dias depois, em 19 de julho, Carey fez uma aparição surpresa no programa da MTV TRL. Ela saiu para o palco das filmagens, empurrando um carrinho de sorvete enquanto usava uma camisa grande demais. Aparentemente ansiosa e entusiasmada, Carey começou a distribuir barras de sorvete individuais para fãs e convidados do programa, enquanto acenava para a multidão lá embaixo na Times Square, enquanto se divergia em um monólogo desmedido sobre terapia. Carey então caminhou até a plataforma de Daly e começou um striptease, na qual ela tirou a camisa para revelar um conjunto amarelo e verde apertado, levando-o Carson Daly a exclamar "Mariah Carey perdeu a cabeça!"

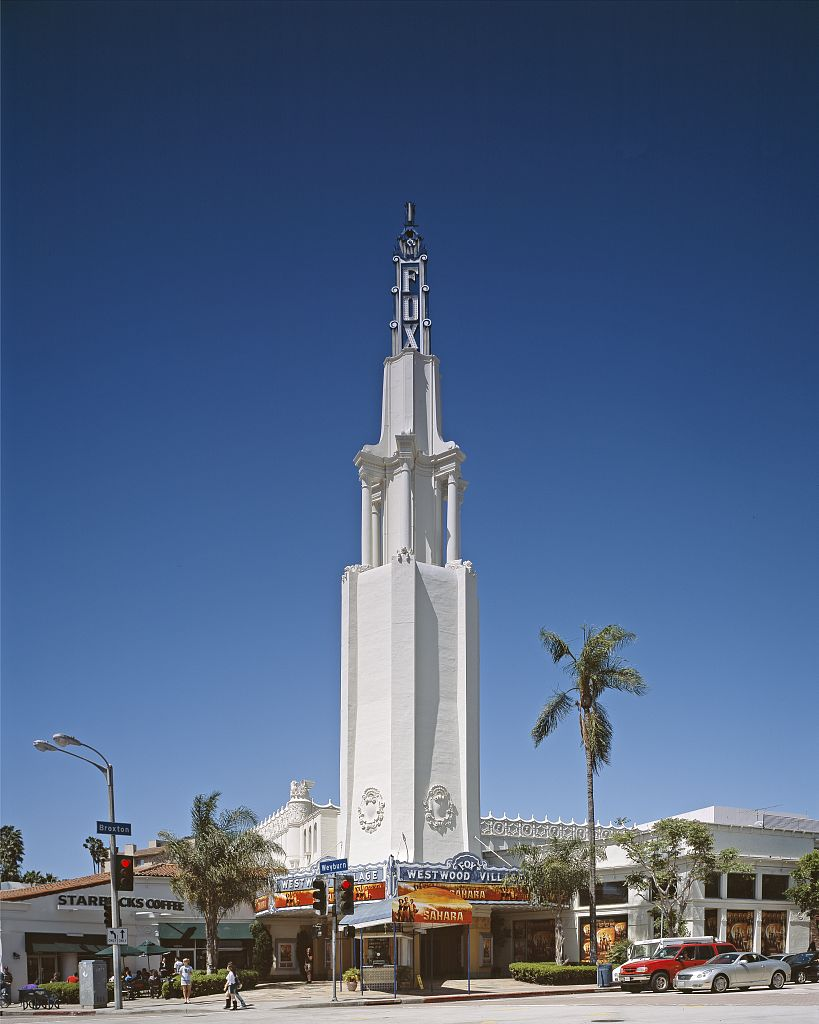
Carey promoveu o filme fazendo uma aparição pública durante o seu dia de abertura no Fox Theater, Westwood Village

No dia seguinte, em 20 de julho, Carey assinou um contrato com o single "Loverboy" da trilha sonora no shopping Roosevelt Field, em Long Island, diante dos fãs e da mídia. Enquanto uma equipe de câmera cobria o evento, ela começou a divagar sobre vários assuntos antes de finalmente discutir com o apresentador de rádio Howard Stern, e como a forma de humor dele em seu programa a incomodava bastante. Nesse momento, a assessora de Carey, Cindi Berger, pegou o microfone da mão dela e pediu à equipe de notícias que parasse de filmar. Dentro de alguns dias, Carey postou mensagens de voz erráticas em seu site, que logo foram retiradas. Em 26 de julho, ela foi hospitalizada, citando "exaustão extrema" e "colapso físico e emocional". Após sua indução em um hospital não divulgado em Connecticut, Carey permaneceu hospitalizada e sob cuidados médicos por duas semanas, seguida por uma ausência prolongada do público.
Após o colapso e a hospitalização divulgados por Carey, a Virgin Records e a 20th Century Fox atrasaram o lançamento de Glitter, bem como sua trilha sonora com o mesmo nome. O anúncio foi feito em 9 de agosto de 2001, de que a trilha sonora e o filme seriam adiados por três semanas, respectivamente, de 21 de agosto a 11 de setembro e de 31 de agosto a 21 de setembro. Quando perguntados sobre os motivos por trás do atraso, Nancy Berry, vice-presidente do Virgin Music Group Worldwide, abordou a condição pessoal e física de Carey:
Mariah está ansiosa para poder participar de seus projetos de álbum e filme e esperamos que essa nova data de lançamento da trilha sonora permita que ela o faça. Ela tem feito grandes progressos de recuperação e continua a se fortalecer a cada dia. A Virgin Music Worldwide continua a dar seu compromisso e apoio absolutos a Mariah em todos os níveis.
A primeira aparição promocional de Carey para promover o filme foi em seu primeiro dia no Fox Theatre, Westwood Village em jeans e uma camiseta preta adornada com uma bandeira americana, em homenagem às vítimas dos ataques de 11 de setembro. Depois de dar entrevistas e autógrafos, Carey sentou-se na seção central do teatro, ladeada por seguranças e assessores, junto com membros da platéia que ganharam ingressos na estação de rádio Power 106 de Los Angeles. Durante sua aparição, Carey disse esperar que Glitter fosse proporcionar aos espectadores uma fuga emocional durante as consequências dos ataques no país. "Mas, obviamente, nada pode ofuscar os eventos que ocorreram, e eu preciso manter o foco nisso", completou.
As modas do filme foram destacadas pelo figurinista Joseph G. Aulisi. Foram exibidas roupas de Soo Luen Tom, Luis Sequeira, Richard Saenz, Renee Fontana e Michael Warbrock.

### Mídia doméstica
O filme foi lançado em VHS e DVD em 15 de janeiro de 2002 pela Columbia TriStar Home Entertainment. Uma versão em Blu-ray do filme foi lançada em 3 de janeiro de 2017 pela Mill Creek Entertainment (sob licença da Sony e Fox).

## Recepção

### Recepção comercial

As Torres Gêmeas queimam atrás de uma propaganda do filme

Glitter foi lançado nos Estados Unidos em 21 de setembro de 2001. No dia da estreia, o filme arrecadou cerca de US$786,436 em 1,202 cinemas. No primeiro fim de semana de seu lançamento, Glitter foi o décimo primeiro filme com maior bilheteria, arrecadando uma estimativa de US$2,414,596. Na segunda semana, o filme caiu 61,1% nas vendas de ingressos, ocupando a 15 posição nas bilheterias. Ele estava programado para estrear no fim de semana do Labor Day, mas o filme foi adiado por três semanas quando Carey foi internada em um hospital pelo que ela declarou ser de extrema exaustão. Glitter foi um fracasso comercial, arrecadando um total de US$4,274,407 nos Estados Unidos. Em todo o mundo, o filme arrecadou um total de US$5,271,666 até o dia de encerramento, em 18 de outubro de 2001.
Em uma entrevista em 2010, Carey afirmou que acreditava que o fracasso do filme nas bilheterias se devia em grande parte à data de lançamento da trilha sonora em 11 de setembro de 2001, no mesmo dia em que os ataques terroristas ao World Trade Center e ao Pentágono. Ela disse: "Aqui está o que muita gente não sabe: o filme foi lançado em 11 de setembro de 2001 - poderia haver um dia pior para o filme? ... eu nem sei que muitas pessoas viram o filme".

### Recepção crítica
O filme foi muito criticado pelos críticos especializados, e muitos rotularam como um dos piores filmes de todos os tempos. Hindustan Times afirmou que Glitter "foi criticado por quase todos os críticos por ser o pior filme de todos os tempos". Fade In afirmou que "Glitter não é apenas um dos piores filmes com temas musicais de todos os tempos - é um dos piores filmes já feitos, ponto final". O autor Bob McCann escreveu na Encyclopedia of African American Actresses in Film and Television que "legitimamente na corrida como um dos piores filmes já feitos". News.com.au, Hi, Flavorwire, Metacritic, e Empire estão entre aqueles que o listaram como um dos piores filmes já feitos.
Glitter tem uma classificação de 7% no Rotten Tomatoes com base em 87 análises, com uma pontuação média de 2,8/10. O consenso afirma que "Glitter é uma mistura de clichês de filmes e más atuações que certamente geram risadas involuntárias. Infelizmente, o filme não é ruim o suficiente para ser bom". Em Metacritic, o filme tem uma pontuação de 14 em 100, com base em 23 resenhas indicando "aversão esmagadora". As críticas se concentraram na atuação de Carey, na trama melodramática e em vários anacronismos.
The Village Voice declamou: "Carey parece mais preocupada em manter os lábios firmemente fechados como uma criança com o aparelho, e quando ela tenta por uma emoção - qualquer emoção -, ela faz como se ela tivesse perdido as chaves do carro dela." Roger Ebert falou relativamente bem de desempenho individual de Carey, no entanto, ele terminou com "Acima de tudo, o filme é desprovido de alegria. Nunca parece que é divertido ser Billie Frank." No vigésimo-segundo Golden Raspberry Awards, o filme recebeu seis indicações, incluindo Pior Filme e Pior Casal para Carey e seu decote, e ganhou uma, Pior Atriz pela interpretação de Mariah Carey. Glitter também foi apresentado no livro The Official Razzie Movie Guide, de John Wilson do Framboesa de Ouro, e em 2005, foi indicado para "Pior Musical dos Nossos Primeiros 25 Anos", mas perdeu para From Justin to Kelly.

## Trilha sonora
A trilha sonora que acompanha Glitter, se tornou a pior aparição de Carey nas paradas. O primeiro single, "Loverboy", alcançou o segundo lugar no ranking da Billboard Hot 100 dos EUA, mas isso foi apenas depois que a Virgin Records estimulou as vendas do single, reduzindo o preço para 99 cents. "Never Too Far", o segundo lançamento do álbum, foi lançado em 23 de outubro de 2001. Não impactou o principal gráfico da Billboard e alcançou fracos gráficos internacionais. Carey não conseguiu gravar um videoclipe para o single, pois ela ainda estava se recuperando de seu colapso. Em vez disso, um vídeo foi criado usando uma cena tirada diretamente do filme, onde Billie Frank (interpretada por Carey) canta a música no Madison Square Garden durante seu primeiro show esgotado. A apresentação de Frank da música no filme omite todo o segundo verso, e o desenvolvimento da música ocorre paralelamente à história de amor do filme.
O terceiro single do álbum, "Don't Stop (Funkin' 4 Jamaica)", lançado em 10 de dezembro de 2001, refletia o mesmo gráfico fraco de "Never Too Far", apesar de receber mais rotação na MTV devido ao seu vídeo. Dirigido por Sanaa Hamri, apresenta o tema dos estilos e estilos de vida do sul e apresenta Carey e Mystikal em roupas e penteados "estilo do sul". Algumas fotos apresentam três versões de Carey cantando em um microfone na tela ao mesmo tempo. O último single lançado do Glitter foi "Reflections (Care Enough)", que recebeu um lançamento limitado no Japão em 15 de dezembro de 2001. Após o empurrão promocional limitado da Virgin e a ausência de um videoclipe, a música não causou grande impacto.  O álbum em si lutou para alcançar a certificação de ouro, mas desde seu lançamento em 2001 foi certificado como platina. A Virgin Records retirou Carey da gravadora devido às baixas vendas do álbum e cancelou seu contrato de US$100 milhões com ela.